# اورلنباخ
اورلنباخ (به آلمانی: Oerlenbach) یک شهر در آلمان است که در Bad Kissingen واقع شده‌است. اورلنباخ ۵٬۲۰۳ نفر جمعیت دارد.